# Stephen Rowlings
Stephen Rowlings (* 4. Februar 1976 in Preston) ist ein englischer Snookerspieler und -trainer. In der Saison 2009/10 spielte er ein Jahr als Profi auf der Snooker Main Tour.

## Karriere
Stephen Rowlings war um die 10 Jahre alt, als er mit dem Snooker begann. Mit 21 Jahren nahm er erstmals an einem Turnier der UK Tour teil, um sich für die Profiturniere zu qualifizieren. Er überstand zwar die Vorqualifikation, schied dann aber in der ersten Runde aus. Ab 2000, als die Snookerweltmeisterschaft noch für Amateure offen war, nahm er dort teil. Erste ernsthafte Bestrebungen Profi zu werden unternahm er aber erst ab der Saison 2002/03. In der Challenge Tour erreichte er bei zwei der vier Turniere das Achtelfinale. Bei der ebenfalls offenen Benson & Hedges Championship schlug er den Profi Antony Bolsover und erreichte die Runde der Letzten 64.
Nach einem schwächeren Jahr schaffte er es 2005 bei einem Challenge-Turnier bis ins Halbfinale. Im Jahr darauf wurde die PIOS-Tour mit acht Einzelturnieren eingeführt und diesmal kam er beim dritten Turnier bis ins Finale, wo er allerdings gegen Liu Song mit 1:6 verlor. Trotz eines weiteren Viertelfinals und zwei Achtelfinals in weiteren Turnieren verpasste er als 11. der Tourwertung die 8 Qualifikationsplätze für die Main Tour. Es folgte wieder ein schwächeres Jahr mit einem PIOS-Viertelfinale als bestem Ergebnis und ein Halbfinale 2007/08 war ebenfalls zu wenig für die Qualifikation. Auch in der PIOS-Tour 2008/09 gelang ihm kein Turniersieg, aber zweimal erreichte er das Halb-, ein weiteres Mal das Viertelfinale. Damit erreichte er Platz 5 der Gesamtwertung und nach 7 Jahren hatte er endlich den Profistatus erreicht.
Damit durfte er in der Saison 2009/10 an den Profiturnieren teilnehmen und beim zweiten Turnier, dem Grand Prix in Schottland gelang ihm sein erster Profisieg über James Wattana mit 5:1. Bei den Welsh Open schaffte er einen knappen 5:4-Sieg über Mei Xiwen. Danach waren aber in dieser Spielzeit nur noch zwei Turniere übrig, bei denen er jeweils das Auftaktmatch verlor. Er beendete die Saison als 91. von 96 Spielern und konnte sich damit nicht auf der Main Tour halten.
Ein Jahr später nahm er noch einmal an der Weltmeisterschaft teil und kam dort wieder in die Runde der Letzten 96. Während der Saison hatte es keine Qualifikationstour mehr gegeben. Nach der WM gab es aber jetzt die Q School mit drei direkt aufeinander folgenden Turnieren. Ein letztes Mal versuchte er sich zu qualifizieren, aber nachdem er zweimal früh ausgeschieden war und im zweiten Turnier sein Gruppenhalbfinale verloren hatte, gab er seine Profiambitionen auf.
Als Jugendlicher bekam Rowlings eine Ausbildung von Frank Callan, der mit den besten Spielern wie Steve Davis und Stephen Hendry arbeitete. Später wurde er Trainingspartner von Ian McCulloch, der ebenfalls aus Preston stammt, und arbeitete auch mit dessen Coach Mick Caddy zusammen. Schließlich wurde er selbst Snookertrainer und ist dafür noch mehr bekannt, als für seine Spielerkarriere. Besondere Aufmerksamkeit erweckte er mit einer Trainings-DVD, die er 2008 herausbrachte.